# Estádio Michel Moretti
O Estádio Michel Moretti, também conhecido como Stade Timizzolo (em corso, Stadiu Timizzolu) e anteriormente conhecido como Estádio François Coty, é um estádio de futebol da França, localizado em Ajaccio. Pertencente ao AC Ajaccio, sua atual capacidade é de 10.660 lugares. O Gazélec Ajaccio, segunda equipe da cidade,  também usou o estádio para alguns jogos como mandante pela Copa da França.
É considerado um dos poucos estádios da Europa com vista para o mar Mediterrâneo.

## Historia
Foi inaugurado em 1 de dezembro de 1968 com o nome de Parc des Sports de l'ACA, embora seja conhecido pelos torcedores como O Timizzolu. Inicialmente tinha capacidade para 12.000 pessoas, atingindo seu recorde de público justamente na partida inaugural contra o SEC Bastia, que terminou com vitória do Ajaccio por 4 a 0. Claude Peretti foi o autor do primeiro gol no novo estádio, que receberia o nome de François Coty (1874–1934), que foi prefeito da cidade por 3 anos.
Em março de 2024, o AC Ajaccio anunciou em um comunicado que o estádio passaria a se chamar Michel Moretti, em homenagem ao ex-presidente que tornou-se um dos principais artífices do retorno do clube à Ligue 1 no início da década de 2000.

## Galeria de imagens

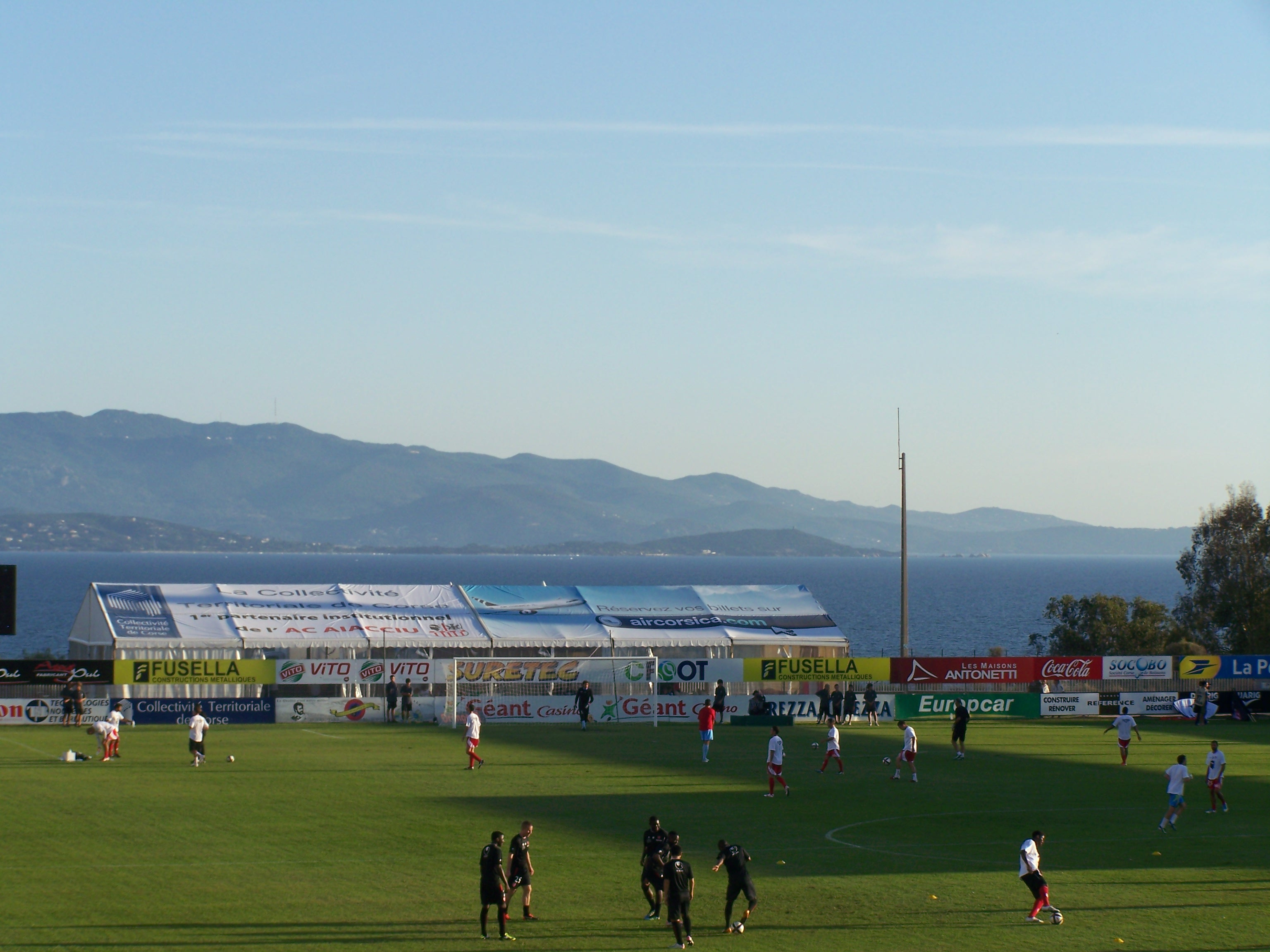
Vista de Arquibancada Méditerranée
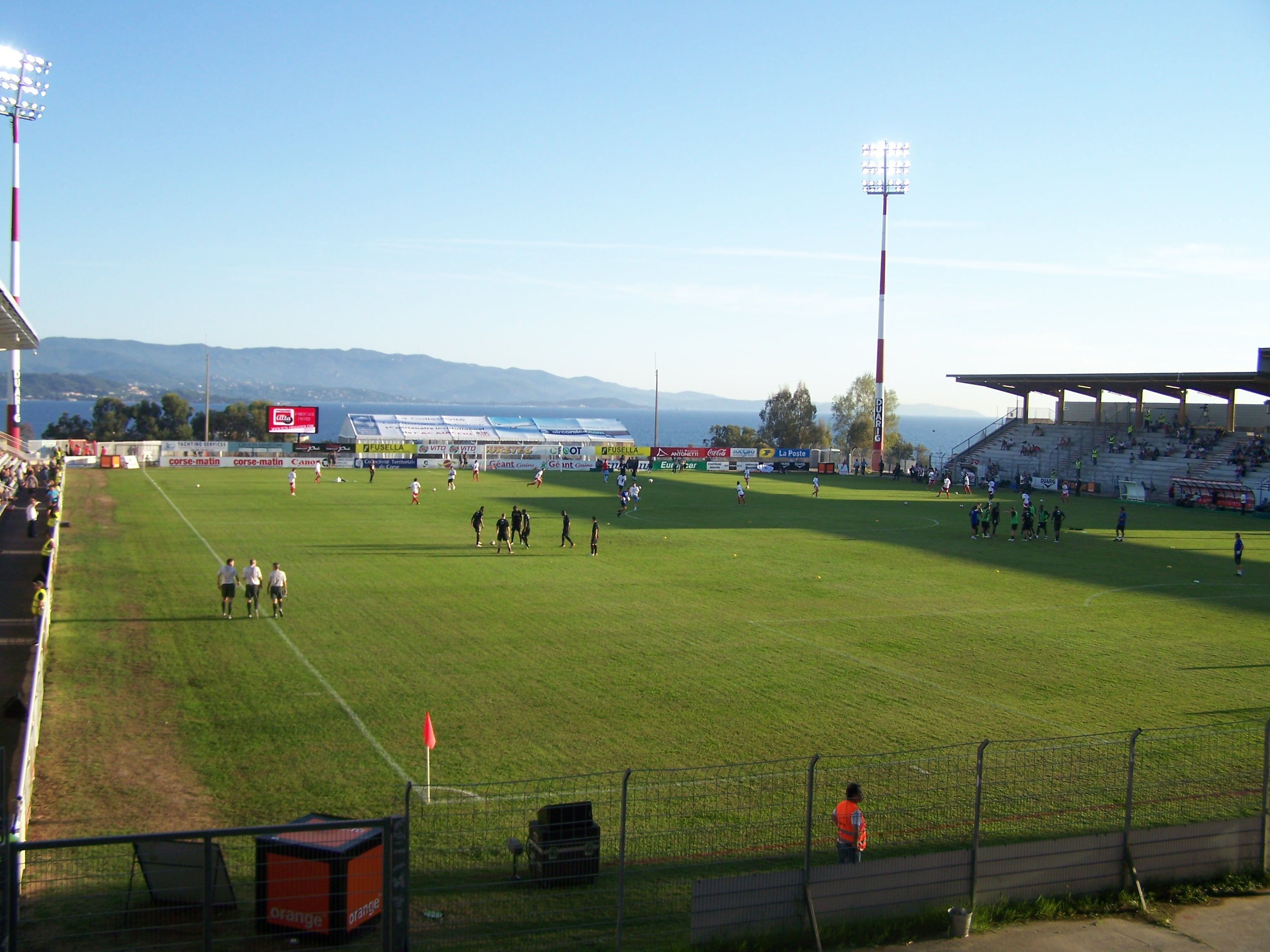
Visão Interna do Estadio